# Барон Вавасур
 Барон Вавасур (англ. Baron Vavasour) — старинный дворянский титул в системе Пэрства Англии. Он был создан 6 февраля 1299 года для Уильяма ле Вавасура (ок. 1265—1312). Уильям Вавасур был вызван в парламент в качестве лорда Вавасура. 3-й барон Вавасур и его преемники никогда не приглашались в парламент. После смерти в 1826 году де-юре 25-го барона Вавасура баронский титул оказался бездействующим.

## Бароны Вавасур (1299)
- Уильям ле Вавасур, 1-й барон Вавасур (около 1265 — 22 марта 1312/1313), сын Джона ле Вавасура (1221—1285)
- Уолтер ле Вавасур, 2-й барон Вавасур (около 1280 — 7 декабря 1315), старший сын предыдущего
- Роберт ле Вавасур, де-юре 3-й барон Вавасур (умер 24 июля 1322), младший брат предыдущего
- Генри ле Вавасур, де-юре 4-й барон Вавасур (около 1290 — 1 декабря 1342), младший брат предыдущего
- Генри ле Вавасур, де-юре 5-й барон Вавасур (умер 27 ноября 1349), сын предыдущего
- Генри ле Вавасур, де-юре 6-й барон Вавасур (1328/1329 — 25 мая 1355), старший сын предыдущего
- Уильям ле Вавасур, де-юре 7-й барон Вавасур (1334 — 8 сентября 1369), младший брат предыдущего
- Уильям ле Вавасур, де-юре 8-й барон Вавасур (около 1358—1386/1387), старший сын предыдущего
- Генри Вавасур, де-юре 9-й барон Вавасур (умер 27 марта 1413), младший брат предыдущего
- Генри Вавасур, де-юре 10-й барон Вавасур (около 1402 — 10 января 1452/1453), старший сын предыдущего
- Генри Вавасур, де-юре 11-й барон Вавасур (умер 22 декабря 1499), сын предыдущего
- Уильям Вавасур, де-юре 12-й барон Вавасур (умер 26 марта 1500), старший сын предыдущего
- Генри Вавасур, де-юре 13-й барон Вавасур (около 1456 — 1 ноября 1515), младший брат предыдущего
- Джон Вавасур, де-юре 14-й барон Вавасур (умер 11 августа 1524), сын предыдущего
- Уильям Вавасур, де-юре 15-й барон Вавасур (20 ноября 1514 — 9 мая 1566), сын предыдущего
- Джон Вавасур, де-юре 16-й барон Вавасур (1538—1609), старший сын предыдущего
- Ральф Вавасур, де-юре 17-й барон Вавасур (умер 1611), младший брат предыдущего
- Уильям Вавасур, де-юре 18-й барон Вавасур (1569—1626), сын предыдущего
- Сэр Томас Вавасур, 1-й баронет, де-юре 19-й барон Вавасур (около 1595—1635/1636), сын предыдущего
- Сэр Уолтер Вавасур, 2-й баронет, де-юре 20-й барон Вавасур (около 1612 — 13 августа 1666), сын предыдущего
- Сэр Уолтер Вавасур, 3-й баронет, де-юре 21-й барон Вавасур (около 1644 — 16 февраля 1713), сын предыдущего
- Сэр Уолтер Вавасур, 4-й баронет, де-юре 22-й барон Вавасур (около 1659 — май 1740), сын Питера Вавасура и внук 1-го баронета
- Cэр Уолтер Вавасур, 5-й баронет, де-юре 23-й барон Вавасур (умер 13 апреля 1766), сын Питера Вавасура (ок. 1667—1735), внук Питера Вавасура и правнук 1-го баронета
- Сэр Томас Вавасур, 6-й баронет, де-юре 24-й барон Вавасур (16 января 1744 — 3 ноября 1802), старший сын предыдущего
- Сэр Томас Вавасур, 7-й баронет, де-юре 25-й барон Вавасур (около 1745 — 20 января 1826), младший брат предыдущего.